# La Motte (Iowa)
La Motte es una ciudad ubicada en el condado de Jackson en el estado estadounidense de Iowa. En el Censo de 2010 tenía una población de 260 habitantes y una densidad poblacional de 219,66 personas por km².

## Geografía
La Motte se encuentra ubicada en las coordenadas 42°17′45″N 90°37′24″O / 42.29583, -90.62333. Según la Oficina del Censo de los Estados Unidos, La Motte tiene una superficie total de 1.18 km², de la cual 1.18 km² corresponden a tierra firme y (0%) 0 km² es agua.

## Demografía
Según el censo de 2010, había 260 personas residiendo en La Motte. La densidad de población era de 219,66 hab./km². De los 260 habitantes, La Motte estaba compuesto por el 96.15% blancos, el 0% eran afroamericanos, el 0% eran amerindios, el 0% eran asiáticos, el 0% eran isleños del Pacífico, el 0% eran de otras razas y el 3.85% pertenecían a dos o más razas. Del total de la población el 0% eran hispanos o latinos de cualquier raza.